# عريضة الأربطة
عريضة الأربطة أو عريضة الدسميد أو رتبة بلاتيديسميدا ذوات الألف رجل (الاسم العلمي: Platydesmida) (من اليونانية Platy «عريض» وdesmos «رباط»)، هي رتبة دويبات مفصلية من ألفية الأرجل تحتوي على فصيلتان وأكثر من 60 نوعًا. بعض أنواعه من الذكور تقوم بحراسة البيض.